# Disney Hotel Cheyenne
Le Disney Hôtel Cheyenne est un hôtel du complexe de loisirs de Disneyland Paris à Marne-la-Vallée. Il a ouvert en même temps que le complexe en avril 1992. Il est situé au nord de la rivière (artificielle) Rio Grande qui le relie au Lac Disney.

## Le thème
L'hôtel conçu par l'architecte Robert AM Stern évoque le Far West. Stern a voulu donner à l'hôtel l'aspect d'une ville avec sa rue, ses bâtiments en bois avec des noms peints sur les façades, des lumières accrochées à des potences. Le sol de la rue est en sable.

## Les bâtiments
L'hôtel s'articule autour d'une rue en forme d'arc, nommée Desperado Street. À chaque extrémité se trouve une place, carrée à l'ouest, trapèze à l'est. Quatorze bâtiments semblables s'agencent de part et d'autre de la rue et contiennent les chambres. Un quinzième bâtiment, situé au centre de l'arc, côté nord, sert de bâtiment principal. Il contient la réception, le restaurant et la boutique. 

## Les services de l'hôtel

### Les chambres
L'hôtel comprend 1 000 chambres.

### Les restaurants et bars
- Chuck Wagon Café est un buffet restaurant aux saveurs mexicaines et western.
- Red Garter Saloon est un bar à l'ambiance de saloon.

### La boutique
- General Store située à côté du hall de l'hôtel. Elle propose, comme dans les autres hôtels, des vêtements Disney et sur le thème de l'hôtel, des souvenirs et des confiseries.

### Les activités possibles
L'hôtel possède une aire de jeux pour enfants nommée Fort Apache.